# Havdrup (ejerlav)
Havdrup er et ejerlav i den landlige østlige del af Havdrup Sogn i og omkring den gamle kirkelandsby Gammel Havdrup med Havdrup Kirke. Oprindelig omfattede ejerlavet hele sognet, men omkring 1870, da Roskilde-Køge-Masnedsund banen (den nuværende jernbane Lille Syd) blev anlagt i den vestlige del af ejerlavet og en station blev bygget i den efterhånden udtørrede Ulvemose ved husmandsbebyggelsen Ulvemose Huse, blev denne del af ejerlavet udskilt i et nyt ejerlav kaldet Ulvemose.